# Шахтахтинский, Тогрул Неймат оглы
Тогрул Неймат оглы Шахтахтинский (азерб. Toğrul Ne'mət oğlu Şahtaxtinski; 22 октября 1925, Баку — 8 октября 2010, Баку) — азербайджанский нефтехимик, академик НАН Азербайджана, профессор, доктор химических наук. Заслуженный деятель науки Азербайджанской Республики (1991).

## Биография
Племянник химика Габибуллы Шахтахтинского.
В 1949 окончил Азербайджанский индустриальный институт по специальности химик-технолог. В 1949—1959 работал в Институте нефти АН АзССР, в 1960—1974 — в Институте нефтехимических процессов АН АзССР. С 1975 — директор Института теоретических проблем химической технологии АН АзССР. Преподавал в Институте нефти и химии в 1959—1968 гг. Академик-секретарь Национальной академии наук Азербайджана (НАНА). С 2002 по 2010 год — директор Института химических проблем НАНА.

## Научная деятельность
Основные направление научных работ — окисление и окислительный аммонолиз углеводородов, теоретические основы химической технологии.
Разработал процесс жидкофазного окислительного аммонолиза алкилароматических углеводородов; теорию, общие принципы и методику моделирования и оптимизации управления промышленными процессами с изменяющейся активностью катализатора в системах с псевдоосаждённым и стационарным слоем катализатора. Синтезировал малеиновый ангидрид прямым окислением н-бутиленов и н-бутана; винилхлорид сопряжённым дегидрохлорированием дихлорэтана и гидрохлорированием ацетилена; акрилонитрила окислительным аммонолизом пропана.
Неоднократный член Научных советов «Нефтехимия» и «Химическая кинетика и катализ» АН СССР и РАН. Подготовил 48 кандидатов и 12 докторов наук.

### Важнейшие научные труды
Автор 422 опубликованных научных работ, в том числе 11 монографий.
- Synthetik Materials from Petrolium — London, New-York, Paris: Perqamon Press, Oxford, 1962. Co-aut: Topchiev A.V., Nagiyev M.F.
- Heterogeneous Catalytis Oxidation of Ethylenc to Asetaldehyde-VI Amer-Sov. Symposium on Chemikal Catalysts, USA-1979. New Jersew, Cherru Hill. Co-aut: Aliyev A.M.
- Методика исследования промышленных реакторов с катализаторами нестационарной активности — II Всесоюзн.конф. «Нестационарные процессы в химич.реакторах», Новосибирск, 1982. Соавторы: Талышинская М. А., Алиев А. М., Гусейнова А. М.
- Oxidation chlorinated butens on surface oxide catalysts-III-rd world Congress on oxidation catalysts-1997- San Diego, California. Co-aut: Efendiev A.J.
- The development of the polyfunctional metalzeolite catalysts for the combined reaktions of oxidation of alkyl alcohols into carboxylic acids and their esterification "Industrial application of zeolites, Brugge, Belgium, October 2000. Co-aut: A.M.Aliyev and other.

## Награды
- Орден «Независимость» (14 декабря 2005 года) — за заслуги в развитии азербайджанской науки[1]
- Орден «Слава» (23 октября 2000 года) — за заслуги в развитии азербайджанской науки[2]
- Орден Дружбы народов (1986 год)
- Орден «Знак Почёта» (1980 год)
- Медаль «За доблестный труд. В ознаменование 100-летия со дня рождения Владимира Ильича Ленина» (1970 год)
- Медаль за «Самоотверженный труд»
- «Почётная грамота» Верховного Совета Азербайджанской республики (2000 год)
- «Почётная грамота» Президиума НАНА, орден Независимости (2005 год)
- Заслуженный деятель науки Азербайджанской Республики (12 мая 1991 года) — за заслуги в развитии науки и подготовке высококвалифицированных научных кадров в Республике[3]
- Почётная грамота президента Верховного Совета Азербайджанской ССР (1980)